# Osyricera
Osyricera es un género que tiene asignada siete especies de orquídeas, de la tribu Dendrobieae de la familia (Orchidaceae). 

## Descripción
Está considerado un sinónimo del género Bulbophyllum.

## Especies
- Osyricera crassifolia
- Osyricera erosipetala
- Osyricera osyriceroides'
- Osyricera ovata
- Osyricera purpurascens
- Osyricera spadiciflora
- Osyriceras purpurascens